# Hot Butter (album)
Albums de Hot Butter
— More Hot Butter
(1973)
Singles
Hot Butter est le premier album du cover band américain Hot Butter. Il est sorti en 1972 sur le label Musicor Records.

## Titres
| Face A | Face A         | Face A                                   | Face A | Face A | Face A | Face A | Face A | Face A | Face A |
| No     | Titre          | Musique                                  | Durée  |        |        |        |        |        |        |
| ------ | -------------- | ---------------------------------------- | ------ | ------ | ------ | ------ | ------ | ------ | ------ |
| 1.     | Popcorn        | Gershon Kingsley                         | 2:30   |        |        |        |        |        |        |
| 2.     | Day by Day     | Stephen Schwartz                         | 3:44   |        |        |        |        |        |        |
| 3.     | Apache         | Jerry Lordan                             | 2:30   |        |        |        |        |        |        |
| 4.     | At the Movies  | Abbott, Mullaney, Jerome, Jerome, Jordan | 2:31   |        |        |        |        |        |        |
| 5.     | Tristana       | Abbott, Mullaney, Jerome, Jerome, Jordan | 3:29   |        |        |        |        |        |        |
| 6.     | Song Sung Blue | Neil Diamond                             | 3:54   |        |        |        |        |        |        |
| 18:38  |                |                                          |        |        |        |        |        |        |        |

| Face B | Face B                                                     | Face B                                   | Face B | Face B | Face B | Face B | Face B | Face B | Face B |
| No     | Titre                                                      | Musique                                  | Durée  |        |        |        |        |        |        |
| ------ | ---------------------------------------------------------- | ---------------------------------------- | ------ | ------ | ------ | ------ | ------ | ------ | ------ |
| 1.     | Telstar                                                    | Joe Meek                                 | 2:34   |        |        |        |        |        |        |
| 2.     | Tomatoes                                                   | Neal Hefti                               | 2:27   |        |        |        |        |        |        |
| 3.     | Amazing Grace (Arr. Abbott, Mullaney)                      | Trad.                                    | 2:37   |        |        |        |        |        |        |
| 4.     | Love at First Sight (Je t'aime… moi non plus)              | Serge Gainsbourg                         | 2:38   |        |        |        |        |        |        |
| 5.     | Song of the Narobi Trio                                    | Robert Maxwell                           | 2:13   |        |        |        |        |        |        |
| 6.     | Hot Butter (The Silent Screen) (Symphonie nº 40 de Mozart) | Abbott, Mullaney, Jerome, Jerome, Jordan | 2:04   |        |        |        |        |        |        |
| 14:33  |                                                            |                                          |        |        |        |        |        |        |        |